# 旱稗
旱稗（学名：Echinochloa hispidula）为禾本科稗属下的一个种。

## 扩展阅读
- 維基物種上的相關：旱稗